# Karl-Ivar Hildeman
Karl-Ivar Magnus Hildeman född 5 oktober 1919 i Vika församling, Kopparbergs län, död 21 december 1996 i Västerleds församling, Stockholm, var en svensk litteraturvetare.
Hildeman, som var son till folkskollärare Hilding Petersson och Emy Johansson, blev filosofie licentiat vid Stockholms högskola 1945, filosofie doktor 1950, var docent i litteraturhistoria vid Stockholms högskola från 1950, tillförordnad professor under olika perioder 1953–1956, lektor vid Södra Latin 1958–1965, vid Lärarhögskolan i Stockholm från 1965, gästprofessor vid Harvard University 1958–1959 och professor i skandinavisk litteratur vid University of Washington i Seattle 1966–1974. Han var ordförande i Docentföreningen vid Stockholms universitet 1961–1963 och föreståndare för Institutet för visforskning 1956–1970. 
Hildeman ägnade sig främst åt forskning om Erik Axel Karlfeldt och åren 1984-1991 var han ordförande för Karlfeldtsamfundet. 
Karl-Ivar Hildeman var äldre bror till Per-Axel Hildeman.

## Priser och utmärkelser
- Warburgska priset 1960
- Karlfeldt-priset 1991